# Seznam španskih kraljev
To je seznam španskih kraljev, ki so vladali združeni Španiji. Pred njimi so na tem območju vladali:
- Vizigotski kralji
- Kordobski kalifi
- Kralji Aragonije in grofje Barcelone
- Kralji Kastilije in Leona in kralji Asturije
- Kralji Navare

Te linije so se združile ob poroki Ferdinanda II. Aragonskega in Izabele I. Kastiljske Čeprav sta njuni kraljestvi ostali ločeni, sta jima vladala kot eni enoti. Ferdinand je zavzel tudi južni del Navarre in ga priključil Španiji. Izabela je svoje kraljestvo zapustila hčeri Ivani Kastiljski (nora). Med njeno norostjo je Ferdinand opravljal funkcijo regenta, dokler ga ni zamenjal Ivanin mož Filip I. Kastiljski (sin  Maksimilijana I. Habsburškega in Marije Burgundske). Po Filipovi smrti je Ferdinand spet prevzel regentstvo. Ivanin sin Karel I. je nasledil Ivano na Kastiljskem prestolu in Ferdinanda na Aragonskem, tako sta se kraljestvi združili.

## Španski kralji in kraljice:

### Habsburžani
Habsburžani (ali Avstrijci) so potomci Karla I., ki je bil tudi Karel V. Habsburški, cesar Svetega rimskega cesarstva Za sabo je zapustil kraljestvo, ki je nekaj časa obsegalo tudi Nizozemsko, vendar pa naziv svetega rimskega cesarja ni prešel na španske monarhe. 
- Karel I. Španski, tudi Karel V., sveti rimski cesar: 23. januar 1516–16. januar 1556
- Filip II.: 16. januar 1556–13. september 1598, leta 1580 je bila pridružena Portugalska
- Filip III.: 13. september 1598–31. marec 1621
- Filip IV.: 31. marec 1621–17. september 1665, leta 1640 je Portugalska spet postala neodvisna
- Karel II.: 17. september 1665–1. november 1700[1]

### Burboni
Španska veja Burbonov je izvirala iz francoske kraljeve družine. 
- Filip V.: 16. november 1700–14. januar 1724
- Ludvik I.: 14. januar–31. avgust 1724[2]
- Ferdinand V. (vrnjen): 6. september 1724–9. julij 1746
- Ferdinand VI.: 9. julij 1746–10. avgust 1759
- Karel III.: 10. avgust 1759–14. december 1788
- Karel IV.: 14. december 1788–19. marec 1808
- Ferdinand VII.: 19. marec–6. maj 1808[3]
- Karel IV. (vrnjen): 6. maj 1808[4]

### Bonaparte
- Jožef I. Napoleon: 6. junij 1808–11. december 1813[5]

### Burboni (prva restavracija)
- Ferdinand VII.: 11. december 1813–29. september 1833
- Izabela II.: 29. september 1833–30. september 1868[6]

### Savojci
- Amadeo I.: 2. januar 1871–11. februar 1873

Prva španska republika 1873–1874

### Burboni (druga restavracija)
- Alfonz XII.: 29. december 1874–25. november 1885[7]
- Alfonz XIII.: 17. maj 1886–14. april 1931

Druga španska republika 1931–1939
vladal Francisco Franco 1939–1975

### Burboni (tretja restavracija)
- Juan Carlos I.: 22. november 1975–19. junij 2014
- Filip VI.: 19. junij 2014–danes